# Palpação

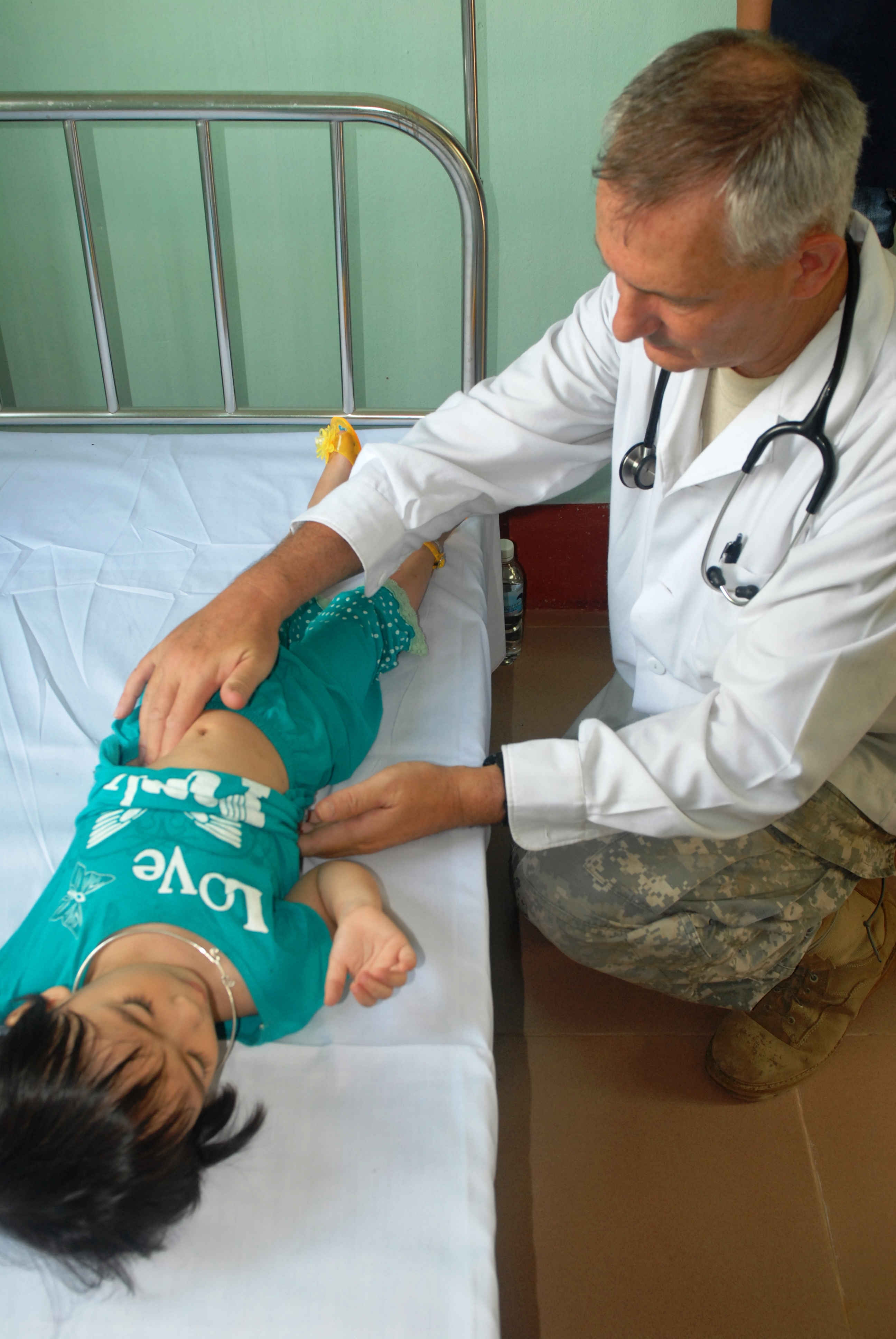
Médico a examinar por palpação o abdómen de uma criança.

Palpação é um método que consiste em usar as pontas dos dedos ou as palmas das mãos para examinar o corpo, geralmente quando se suspeita de de uma doença. É geralmente realizado por um profissional de saúde e permite avaliar o tamanho, forma, firmeza, mobilidade ou localização de determinado órgão ou estrutura.